# Berlín (Kolumbien)
Berlín in Kolumbien ist ein Dorf und corregimiento auf der Hochebene des Páramo von Santurbán zwischen Cúcuta und Bucaramanga an der Nationalstraße 66. Der Ort gehört zur Gemeinde Tona im Departamento Santander. Berlín hat 659 Einwohner (Stand 2006).
Der kleine Ort liegt auf 3302 m ü. NN. Deshalb beträgt auch die Durchschnittstemperatur nur etwa 10 Grad Celsius. Die tiefste dort gemessene Temperatur betrug −11 Grad Celsius. Trotzdem laufen viele Kinder barfuß und auch ihre Ponchos können sie nur unzureichend vor der Kälte und dem Wind schützen.
Das Wichtigste an dem Ort ist die Tankstelle für den Transitverkehr, da die Hochgebirgs-Landschaft mit der extrem kurvenreichen  Nationalstraße 66 den Kraftstoffverbrauch sehr in die Höhe treibt. Die Tankstelle war bisher nur ein offenes Fenster, durch das über einen Schlauch per Hand der Treibstoff in den Tank gepumpt worden ist. Inzwischen gibt es drei Restaurants, ein einfaches Hotel und eine Polizeistation.
Die Umgebung wird von den verstreut liegenden Höfen landwirtschaftlich genutzt, vor allem für Maisanbau. Jedoch verhindern die höheren Lagen der bis zu 4350 m ansteigenden Berge weiteren Anbau. Am Dorfausgang befindet sich ein Bauernhof, an dessen Wänden balsamierte Schafe unter dem Dach hingen. Sie wurden für bestimmte Zauberpraktiken verwendet, die im ländlichen Gebiet vorkommen.
Der Name des Ortes geht auf eine von deutschen Einwanderern im 19. Jahrhundert in der Region gegründete Kaffeefarm zurück, die Hacienda Berlín hieß. Der Name ging zunächst auf einen weiten Páramo-Landstrich zwischen Bucaramanga und Pamplona über, bis schließlich nur noch das heutige Dorf so genannt wurde.

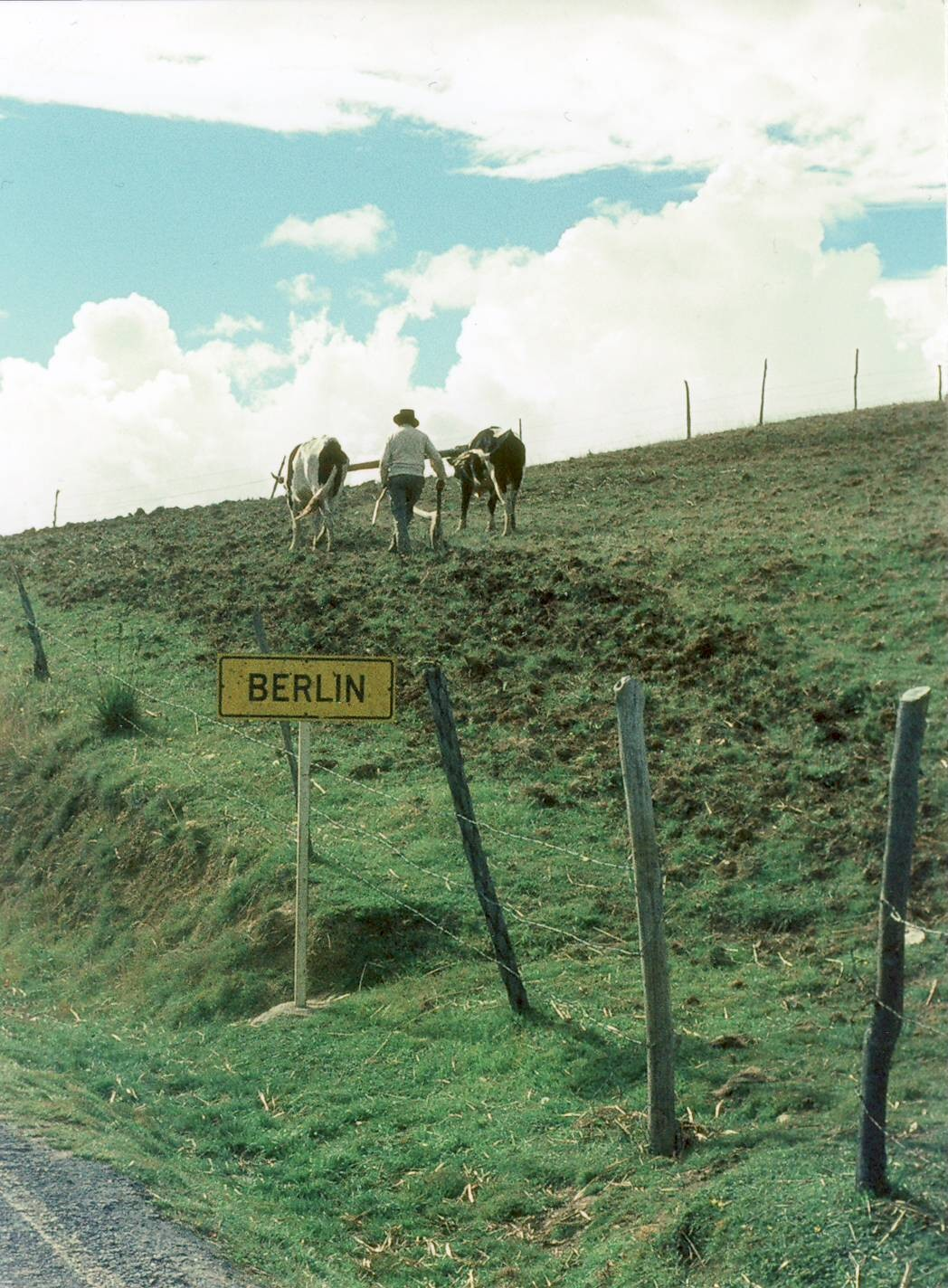
Ortsschild
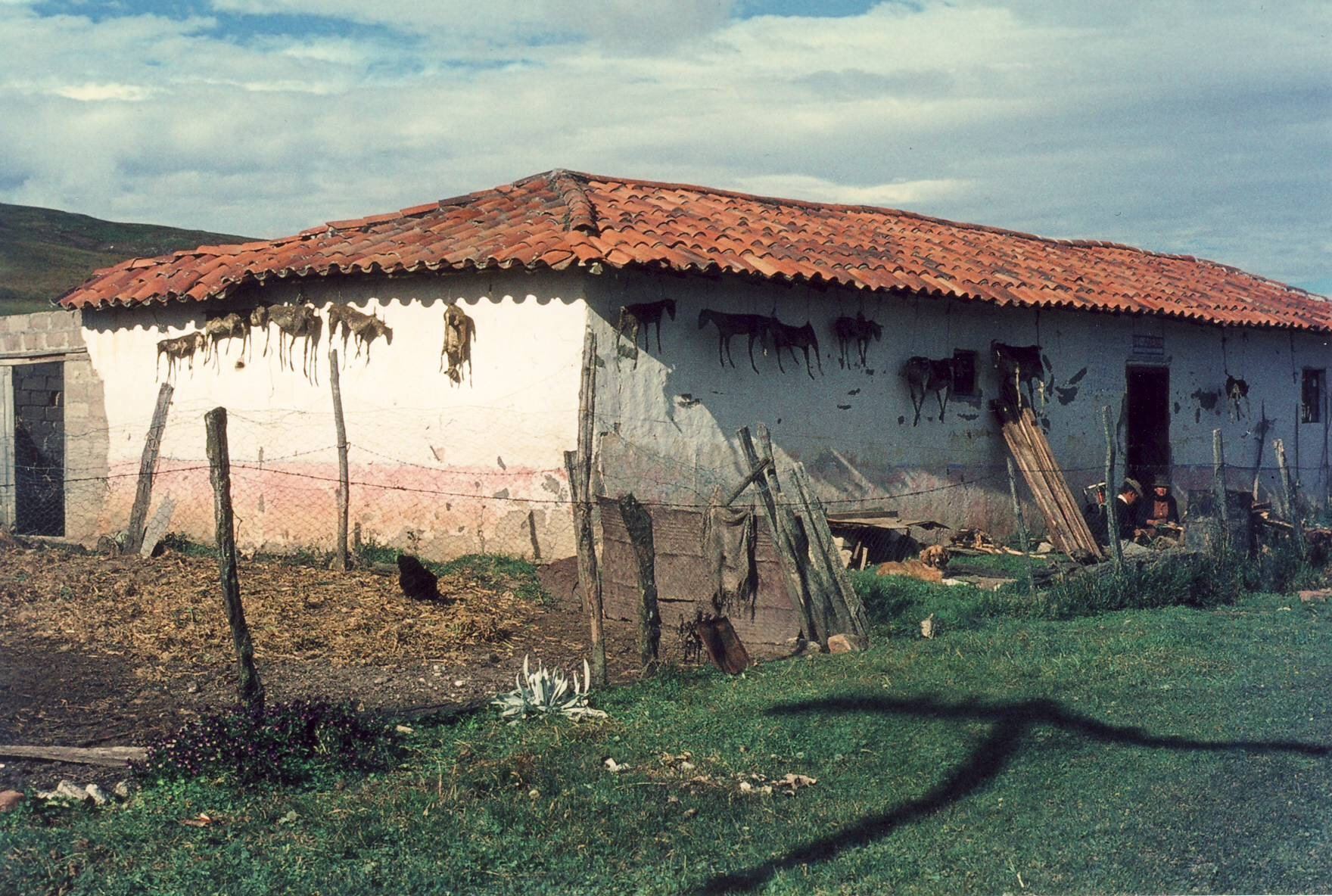
Bauernhaus mit balsamierten Schafen an den Wänden
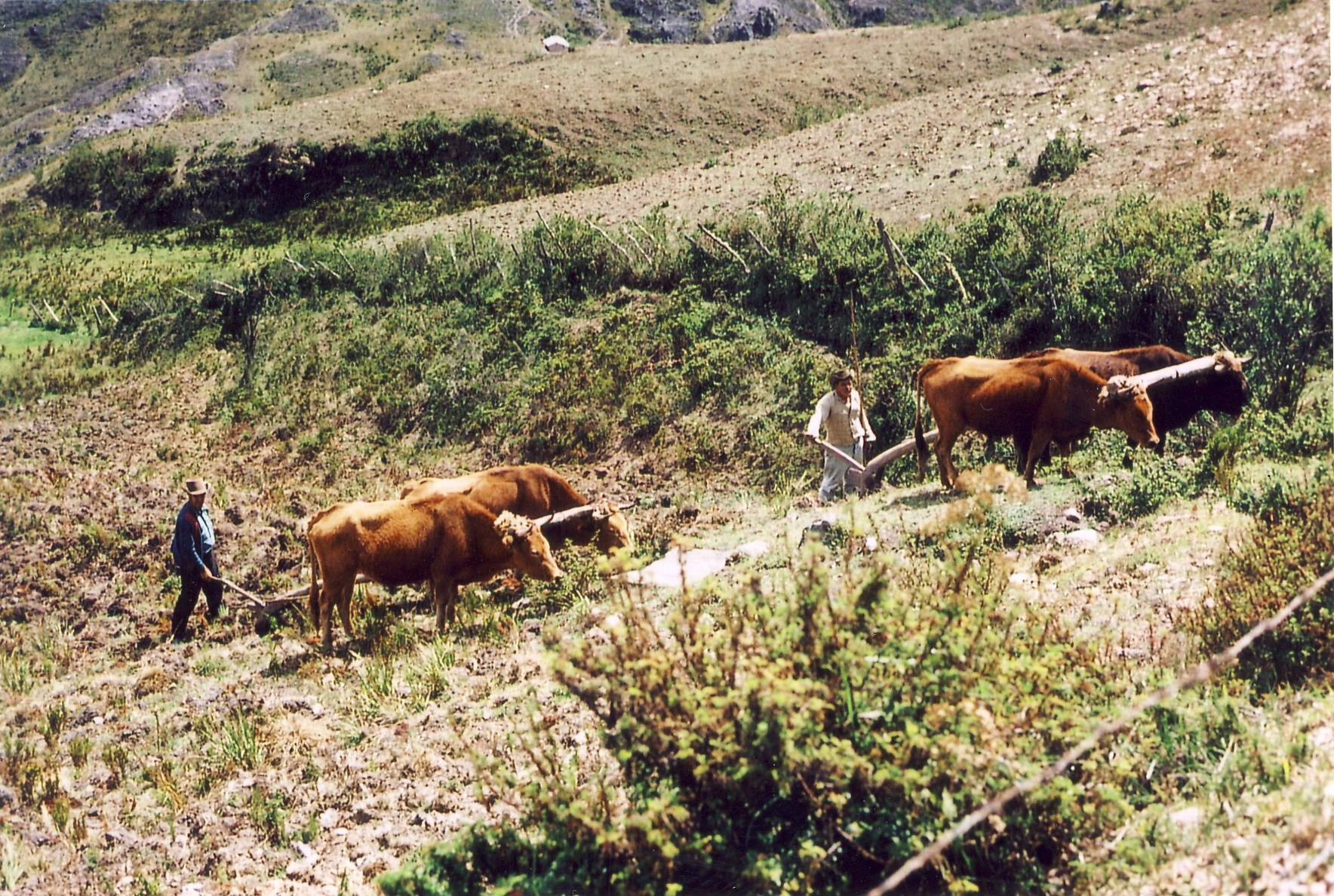
Pflügender Bauer in schwierigem Gelände
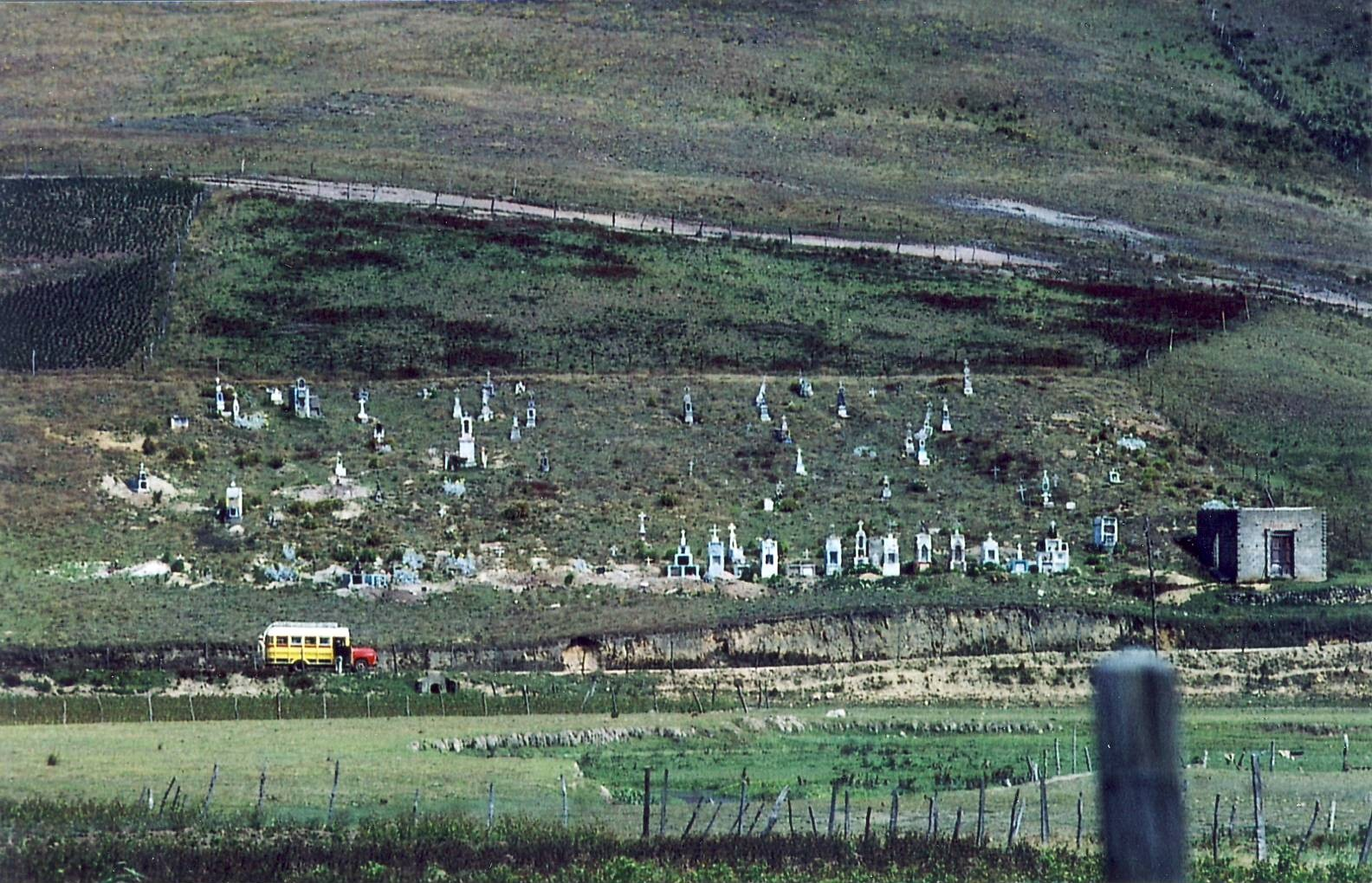
Friedhof
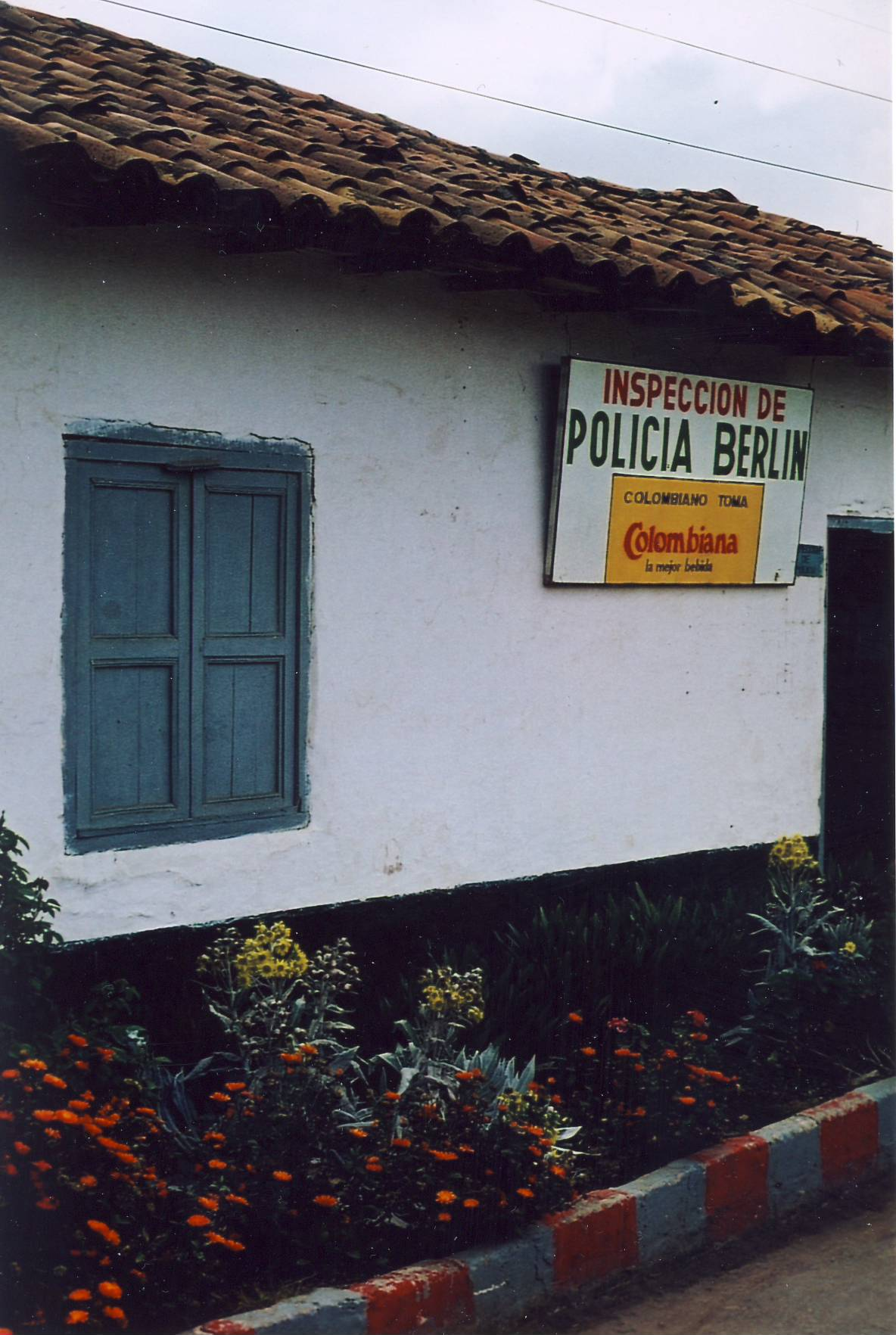
Polizeistation